# البوربورة الشمسية
البُرْفُرَةُ الشمسية (بالإنجليزية: Solar purpura)‏ (وتُعرف أيضًا بـ"البُرْفُرَةُ الضوئية" أو "البُرْفُرَةُ الشيخوخية") هي حالة جلدية تتميز بظهور كدمات بنفسجية داكنة وواضحة الحواف يتراوح حجمها بين 1 إلى 5 سم على الجزء الخلفي من الساعدين وأحيانًا أقل على اليدين. تظهر الحالة بشكل أساسي لدى كبار السن من ذوي البشرة الفاتحة، وتنتج عن التلف الضوئي للنسيج الضام في الجلد بسبب التعرض للشمس.

## الفيزيولوجيا المرضية
تُعزى البُرْفُرَةُ الشمسية إلى تلف الجلد الناتج عن التعرض المزمن لأشعة الشمس مما يؤدي إلى ضمور الأدمة. يؤدي هذا الضمور إلى ضعف دعم الأنسجة الضامة للشعيرات الدموية الدقيقة، مما يؤدي إلى تسرب الدم إلى الأدمة وظهور بقع بنفسجية مرئية.

## علم الأوبئة
تنتشر البُرْفُرَةُ الشمسية بشكل شائع بين كبار السن وذوي البشرة الفاتحة الذين يتعرضون للشمس. يزداد انتشارها مع تقدم العمر وزيادة التعرض للشمس.

## العلاج
لا تحتاج البُرْفُرَةُ الشمسية عادةً إلى علاج وتختفي من تلقاء نفسها خلال أسابيع أو أشهر. قد يبحث البعض عن علاج لأسباب تجميلية. تشمل العلاجات المحتملة استخدام حمض الريتينويك ومشتقات فيتامين أ لزيادة سماكة الجلد. يُوصى بتجنب التعرض للأشعة فوق البنفسجية، واستخدام واقي الشمس، وارتداء ملابس طويلة.

## المضاعفات
البُرْفُرَةُ الشمسية نفسها لا تسبب مضاعفات صحية. لكنها تشير إلى ضعف الجلد وزيادة قابليته للإصابة. يُنصح باتخاذ الاحتياطات اللازمة لتجنب إصابة الجلد.